# Rayman M
Rayman M (M en référence au multijoueur), ou bien Rayman Arena aux États-Unis, est un jeu sorti en 2001. Développé par Nelvana et édité par Ubisoft
Il s'agit d'un jeu axé course / doom-like. Le but est de finir tous les défis le premier pour obtenir des bonus et de nouveaux mondes.
Le jeu est disponible et compatible Windows, PlayStation, PlayStation 2, Xbox et GameCube. Il a été développé par deux studios d'Ubisoft, un basé à Montreuil s'occupant de la programmation graphique et sonore tandis que la studio d'Ubisoft Milan a pour tâche de créer le moteur graphique.
L'adaptation du jeu sur PlayStation 1 est renommée Rayman Rush.

## Synopsis
Rayman et ses amis doivent remporter le biathlon M. Il y a trois épreuves de courses et trois épreuves de combats par ligue.

## Système de jeu
Le jeu propose 2 épreuves différentes : le jeu de course et le jeu de tir avec 6 modes différents. 8 personnages jouables, dont 4 personnalisables à l'aide d'habillages (de skins) à gagner au cours du jeu. Il propose 30 niveaux dont 6 niveaux bonus. Il est possible de jouer à deux simultanément sur Windows et PlayStation et à quatre sur PlayStation 2 et GameCube. Il n'est par contre pas possible de jouer en réseau.

## Univers
Les zones de compétition se situent dans la Croisée des Rêves, à l'exception de cinq niveaux de la Ligue Bonus, qui se trouvent dans une sorte de dimension parallèle. Certaines zones sont des endroits secrets de niveaux de Rayman 2 : The Great Escape.
Ligue Débutant
Zone de course : Ruines - Tours Nébuleuse - Sombres égouts
Zone de combat : Plaine des Ombres - Peleringe - Côté du couchant
Ligue Avancée
Zone de course : Aube des sables - Canyon Aquatique - Mille cascades
Zone de combat : Bûche en folie - Jardin Hanté - Palm Beach
Ligue Expert
Zone de course : Forêt Pirate - Port du Zénith - Bateau Pirate
Zone de combat : Forêt Enchantée - Château de Ly - Ile Coco
Ligue Extrême
Zone de course : Dédale de tuyeaux - Les chaudrons - Finale électrique
Zone de combat : Pierre précieuse - Donjon de l'Oubli - Arbres blafards
Ligue Bonus
Zone de course : Big Bang - Futur - Glisse Extrême - Encore et encore - Vive adrénaline
Zone de combat : Tours Etranges

## Modes de jeu

### Courses

#### Entraînement
Ce mode a pour fonction d'apprendre à connaître les niveaux et à maîtriser les commandes avant de relever les vrais défis. Le joueur peut également s'en servir pour essayer d'obtenir les meilleurs temps possibles. N'existe qu'en mode un joueur.

#### Course
Le gagnant est celui qui termine la course le premier. En mode Multijoueur, il est possible de sélectionner le nombre de tours à effectuer ou l'avance qu'il faut prendre sur les autres concurrents pour être déclaré vainqueur. Les bonus permettent d'aller plus vite, de stopper un adversaire, etc.

#### Popolopoï
Dans ce mode, il faut boucler 3 tours avant que le chronomètre n'arrive à 0 (il commence à 20s). Durant la course, le joueur peut gagner du temps supplémentaire en tirant sur papillons (dits Popolopï) répartis tout au long du niveau. La couleur des Popolopoïs change en fonction du bonus de temps qu'ils accordent. N'existe qu'en mode un joueur.

#### Lums
Les Lums sont répartis dans tout le niveau. Pour l'emporter, il faut arriver premier et récupérer tous les Lums. Il y en a 5 bonus dans chaque niveau, qui pourront être utile à la fin du jeu.

### Combats

#### Lum Spring
Des Lums apparaissent au hasard sur la carte, l'un après l'autre (le radar indique leur position). Il faut les attraper et être le premier à atteindre un certain nombre pour gagner. Le joueur peut empêcher les adversaires de les attraper en les congelant une seconde grâce à une arme qui se recharge au fur et à mesure.

#### Lum Fight
Chaque joueur débute la partie avec 5 points de vie. Chaque fois que les points de vie de l'un d'eux tombent à 0, le joueur est ressuscité ailleurs dans l'arène. Le but consiste à éliminer tous les adversaires en tirant dessus (le radar indique où ils se trouvent). Chaque fois que le joueur fait tomber un adversaire à 0 point de vie, il gagne un Lum. Le vainqueur est le premier à remplir la condition de victoire, ou celui qui possède le plus de Lums au terme du temps imparti (s'il s'agit d'une partie chronométrée). Si un joueur s'élimine avec sa propre arme, il est pénalisé d'un Lum (-1). Il existe des armes et bonus différents, que l'on obtient en passant sur les générateurs (les générateurs dorés donnent souvent des armes plus puissantes).

#### Capture the Fly
Il y a une mouche sur la carte. Les joueurs doivent l'attraper et la garder le plus longtemps possible (le radar indique où elle est située). Tant que le joueur tient la mouche, il gagne des Lums. Pour voler la mouche à un autre joueur, il suffit de toucher ce dernier en lui tirant dessus. Celui qui transporte la mouche ne peut pas tirer, mais sa vitesse est plus grande quand il a la mouche. Chaque participant dispose de 5 balles (lesquelles ne sont efficaces que contre le porteur de la mouche), qui sont récupérées au fur et à mesure qu'on les utilise. Le vainqueur est le premier à remplir la condition de victoire, ou celui qui possède le plus de Lums au terme du temps imparti (s'il s'agit d'une partie chronométrée).

### Personnages
- Rayman
- Barbe-Tranchante
- Globox
- Henchman 800
- Les Ptizêtres (n'apparaissent pas sur Playstation 1)

### Personnages secrets
- Henchman 1000
- La Femme-Rasoir
- Tily
- Globette (uniquement sur Playstation 1, à la place des Ptizêtres)
- Dark Globox (USA, et version GameCube et Xbox seulement)
- Dark Rayman (USA, et version GameCube et Xbox seulement)

## Casting des voix
- David Gasman : Rayman, Dark Rayman
- Lee Delong : Ptizêtre 1
- Jodie Forrest : Tily, Femme-Rasoir, Globette (Dans Rayman Rush)
- Joe Sheridan : Globox, Hunchman 801 Puis Dark Globox, Hunchman 1000
- Ken Starcevic : Barbe-Tranchante, Ptizêtre 2
- Martial Le Minoux : Murfy (Dans Rayman Arena)

## Divers
Ce jeu était destiné à une sortie également sur Nintendo 64, du moins aux États-Unis. Une version Dreamcast (dans le monde cette fois) était également de la partie comme pour la 1re version citée, l'arrêt commercial imminente a causé l'annulation commune de ce jeu.
Le changement de titre pour les États-Unis est dû au fait que « M » signifie « Mature » dans le système d'évaluation de ce même pays.